# انتخابات الرئاسة الإيفوارية 1985
انتخابات الرئاسة الإيفوارية 1985 هي الانتخابات الرئاسية التي جرت في 27 أكتوبر 1985، في ساحل العاج، فاز بالانتخابات فيليكس هوفويت-بواني.